# 西アジア経済社会委員会
国際連合西アジア経済社会委員会（こくさいれんごうにしアジアけいざいしゃかいいいんかい、英: United Nations Economic and Social Commission for Western Asia）は、国際連合の経済社会理事会の地域経済委員会の一つ。英語での略称はESCWA、アラビア語での略称はالإسكوا。
委員会は中東および北アフリカの18か国で構成される（18か国はアルジェリアとソマリアを含まない数）。
委員会はニューヨークの国連本部や専門機関および国際組織や地域組織と緊密に連携している。特に連携している地域協力機構にはアラブ連盟（とその補助機関）や湾岸協力会議がある。

## 概要
1973年8月9日に国際連合経済社会理事会によって西アジア経済委員会（ECWA）として設立され、1985年7月26日に西アジア経済社会委員会（ESCWA）に改名された。

## 目的
- To support economic and social development in member countries
- To promote interaction and cooperation between member countries
- To encourage the exchange of experience, best practice and lessons learned
- To achieve regional integration and ensure interaction between Western Asia and other regions
- To raise global awareness of the circumstances and needs of member countries

## 加盟国

A map showing the Member States of the Commission as of 2019.

1. アラブ首長国連邦
2. アルジェリア
3. イエメン
4. イラク
5. エジプト
6. オマーン
7. カタール
8. クウェート
9. サウジアラビア
10. シリア
11. スーダン
12. ソマリア
13. チュニジア
14. バーレーン
15. パレスチナ
16. モーリタニア
17. モロッコ
18. ヨルダン
19. リビア
20. レバノン